# Вільям Дуглас Гамільтон
Сер Ві́льям Ду́глас Га́мільтон (англ. Sir William Douglas Hamilton; 13 грудня 1730, Генлі-на-Темзі — 6 квітня 1803, Лондон) — британський дипломат, археолог, сейсмолог та вулканолог. Член Таємної ради Великої Британії. Чоловік Емми Гамільтон.

## Біографія
Гамільтон був четвертим сином лорда Арчібальда Гамільтона, губернатора Ямайки. В дитинстві виховувався разом з королем Георгом III як його молочний брат. Як і належить молодим людям його стану, Вільям Гамільтон рано вступив на службу в британську армію і прослужив у ній з 1747 р. до 1758 р. Гамільтон звільнився з армії, одружившись з Кетрін Барлоу, донькою члена парламенту Г'ю Барлоу. Шлюб був бездітним. Кетрін померла 25 серпня 1782.

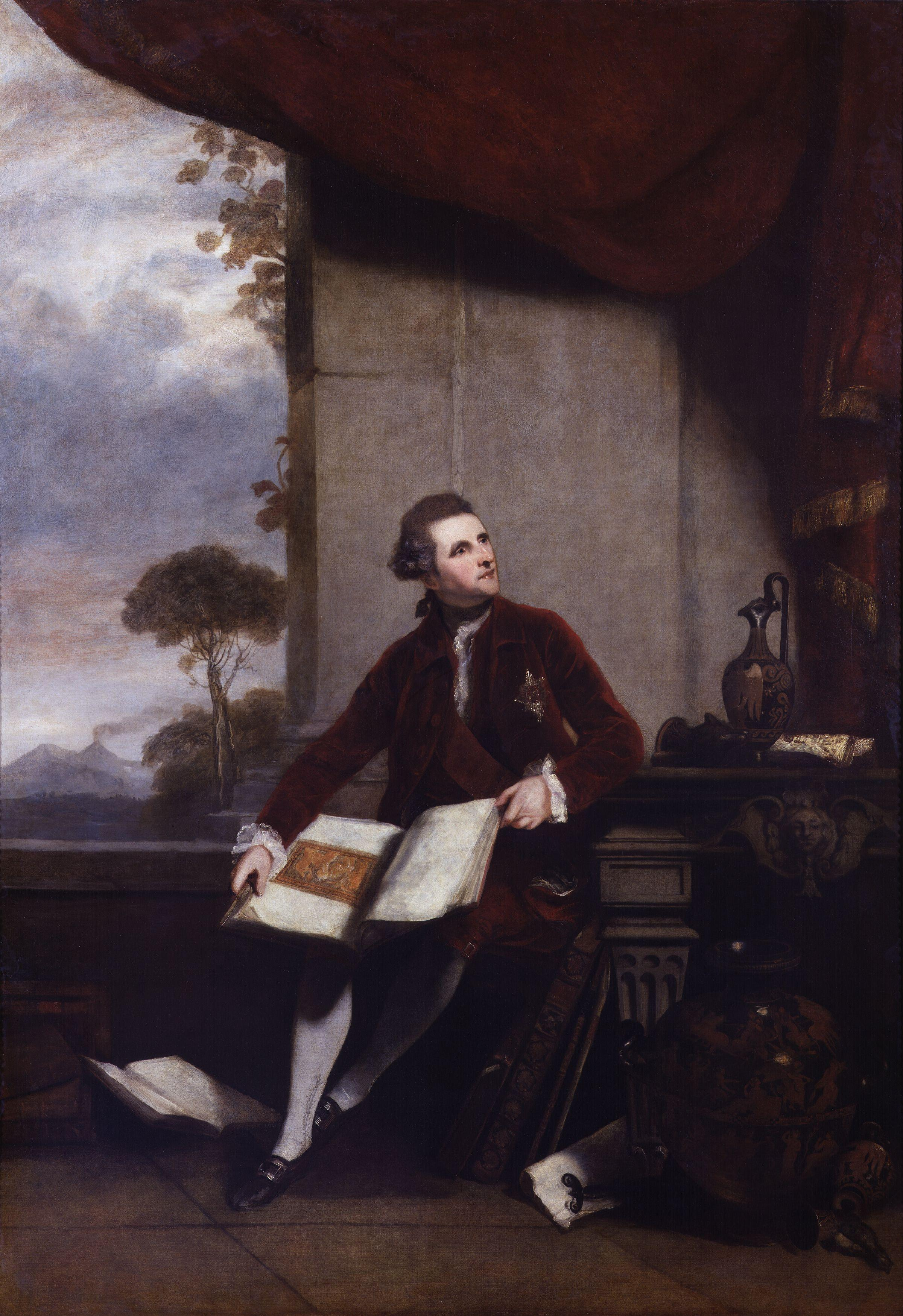
Сер Вільям Гамільтон на картині Джошуа Рейнольдса

У 1764—1799 роках Гамільтон перебував на дипломатичній службі Великої Британії при дворі королівства Неаполь. Цей час він використовував для досліджень місцевих вулканів та землетрусів. Результати своїх досліджень він як член-кореспондент Королівського товариства направляв до Лондона. Будучи членом Товариства дилетантів, Гамільтон також написав книгу про давньоримські Помпеї, предмети етруського, давньоримського та давньогрецького мистецтва, а також про Везувій. Більшу частину своєї колекції античності сер Гамільтон продав Британському музеєві 1772 року.
У Римі і Неаполі Вільям Гамільтон зустрічався з Йоганном Вольфгангом фон Гете та Карлом Філіпом Моріцем, на чиї враження від Італії він справив великий вплив завдяки своїм пізнанням в археології.
У 1786 році Вільям Гамільтон познайомився з коханкою свого племінника Еммою Лайон. Гамільтон був зачарований цією жінкою, яка могла заробляти собі на життя еротичними танцями. Про свої візити до дому Гамільтона, де Емма давала свої вистави, Гете розповідає у своїй «Подорожі до Італії». 1791 року сер Гамільтон одружився з 26-річною Еммою, чим викликав у суспільстві великий скандал. Емма Гамільтон згодом стала коханкою Гораціо Нельсона.

## Нагороди
- У 1770 р. — Медаль Коплі;
- Орден Лазні.